# Johannes III. Schienen von Zell
Johannes III. Schienen von Zell (* um 1474 in Zell (Mosel); † 11. Juli 1548 in Trier) war ein deutscher Abt in der Reichsabtei St. Maximin in Trier.

## Leben
Zwei Tage nach dem Tod des Abtes Vinzenz Mohr wurde er am 1. Oktober 1525 vom Konvent des Klosters St. Maximin zum Abt gewählt, worauf er der Kurie für seine Bestätigung etwa 1450 Gulden bezahlte und am 17. April 1526 vom Erzbischof Richard mit den Regalien und den Lehen des Reichs investiert wurde. Der um 1474 geborene neue Abt stammte aus Zell an der Mosel und war ein Angehöriger einer Familie, zu der auch der Trierer Weihbischof Nicolaus Schienen gehörte. Er war wohl bereits vor 1502 Mönch in St. Maximin und nach 1509 Propst in Taben, sowie vor Dezember 1514 Kellner für den Verwalter der Finanzen des Abtes in Fell. Nachdem 1522 im Zuge der „Trierer Fehde“ des Franz von Sickingen die Abteigebäude von St. Maximin stark beschädigt worden waren, fiel die Wahl Abt Johannes’ in jene Zeit, als er mit der Stadt Trier über eine Entschädigung an die Abtei verhandelte. Da bereits sein Vorgänger Abt Vinzenz Mohr ohne Mitwirkung des Erzbischofs keine Einigung erreichen konnte, vereinbarte er mit ihm im April 1525 ein Stillhalteabkommen.
1531 gab er in einem weiteren Abkommen den bestehenden Entschädigungsanspruch der Abtei zwar nicht formal, aber faktisch auf. Hinzu kam noch, dass er im Gegensatz zu seinen Vorgängern, auch auf eine Sonderstellung der Abtei in rechtlicher als auch in finanzieller Hinsicht verzichtete. Das brachte ihm letztlich den Tadel der Willfährigkeit durch dessen Mitmönch Johannes Scheckmann ein. Es wird angenommen, dass sich Abt Johannes aufgrund seines Alters im Jahre 1541 den Archidiakon Johann von Isenburg als Koadjutor der Abtei nahm. Dem Konvent wurde am 21. November 1541 lediglich diese personelle Entscheidung mitgeteilt, der letztlich formlos, ohne dass es zu einer Wahl gekommen war, zugestimmt wurde. In Chroniken wurde vermerkt, dass sich Abt Johannes große Mühe beim Wiederaufbau der Abtei St. Maximin gegeben hatte. Während seiner Amtszeit wurden das Abtshaus, das Refektorium und die St. Michaelskirche neu aufgebaut sowie der Chor der Abteikirche restauriert und Fundamente für einen neuen Konventsbau gelegt. Nach seinem Tod im Jahre 1548 wurde er in der Abteikirche vor dem St. Andreasaltar beigesetzt, wo ihm später sein Nachfolger Johann von Isenburg ein Grabmal mit einem Epitaph setzte. Ein überliefertes, fragmentarisch erhaltenes rundes Siegel zeigt im Rankenwerk einen Abt mit Mitra, Stab und Buch und einem Wappen zu seinen Füßen, worin sich drei Kleeblätter befinden. Erhalten ist ebenso ein kleineres Verschlusssiegel mit seinem Wappen.